# Коркина, Мария Васильевна
Мария Васильевна Коркина (1926—2012) — советский и российский психиатр, доктор медицинских наук, профессор, заслуженный деятель науки РСФСР (1987).

## Биография
Родилась в семье врачей. Отец, Коркин В. А., врач-офтальмолог, организатор офтальмологической помощи в Коми-Пермяцком национальном Округе, заслуженный врач РСФСР. Мать, Коркина А. М., акушер-гинеколог, организатор родовспомогательной службы в указанном округе, заслуженный врач РСФСР.
В 1944 году М. В. Коркина поступила во Второй Московский государственный медицинский институт им. И. В. Сталина (в настоящее время — РНИМУ им. Н.И Пирогова), который с отличием окончила в 1949. По окончании института получила распределение на кафедру психиатрии по личной инициативе заведующего кафедрой профессора В. А. Гиляровского. С 1949 по 1965 прошла путь от клинического ординатора до доцента, защитив в 1953 г. кандидатскую диссертацию «Лечение психических заболеваний электросном».
В 1965 г. М. В. Коркина была приглашена во вновь созданный Университет дружбы народов им. П. Лумумбы (ныне — РУДН), где организовала курс психиатрии при кафедре нервных болезней. В 1968 защитила докторскую диссертацию «Клиника дисморфофобических расстройств (Синдромологический и нозологический анализ)» и в 1969 г. получила звание профессора. Курс психиатрии был преобразован в самостоятельную кафедру, где впервые в СССР на кафедре психиатрии начали преподавать клиническую психологию. Вплоть до 1996 г. М. В. Коркина руководила кафедрой «Психиатрии и медицинской психологии» РУДН. В дальнейшем, передав кафедру своим ученикам, стала почётным профессором университета и еще долгие годы активно участвовала в жизни кафедры, вела научную и консультационную работу.

## Научная деятельность
Одним из основных направлений Научной деятельности М. В. Коркиной было развитие на кафедре исследований в области нарушений пищевого поведения (нервная анорексия и нервная булимия), а также психических расстройств при соматических заболеваниях и особых формах их лечения (транспланталогия, органозамещающая терапия). Исследовались психосоматические и невротические расстройства, в том числе в аспекте психической адаптации иностранных студентов к новой среде.
Кафедра под руководством М. В. Коркиной де-факто много лет являлась консультационно-лечебным центром для больных нервной анорексии и булимии в масштабах всей страны. Впоследствии при РУДН организовывается центр «Нервная анорексия и булимия», работавший на базе 14 Московской городской клинической больницы. За десятки лет на кафедре пролечены тысячи больных с патологией пищевого поведения.

## Преподавательская деятельность
В обучении студентов и молодых специалистов М.В. Коркина отличалась нетрадиционным подходом с учетом большого количества среди них иностранцев. Будучи высоко и разносторонне образованным и интеллигентным человеком, она не только давала ученикам необходимые профессиональные знания и опыт, но и вводила их в атмосферу русской и мировой науки, литературы, искусства. Ее многочисленные ученики успешно работают как в России, так и во многих  странах, Европы, Латинской Америки и Афррики, преподают в университетах, являются крупными специалистами в области психиатрии, организации психиатрической помощи. На кафедре М.В. Коркиной были заложены плодотворные международные контакты с  Университетами Германии, Норвегии, Канады, Италии, Франции, Кубы, других стран. Она неоднократно выступала с лекциями и докладами на зарубежных  научных конференциях и конгрессах, перед кафедральными коллективами . В ряде случаев ее выступления перед  зарубежными коллегами производили неизгладимое впечатление.  Так, например  в 1993, на кафедре психиатрии  Падуанского  Университета (Италия),  М.В. Коркина в своих лекциях представила данные научно-клинических  исследований по  нервной анорексии за 25 лет, разрушив стойкие стереотипы в восприятии этого заболевания  как исключительно  « болезни западного общества» и вызвала неподдельный интерес к эффективности  выработанных  комплексных методов коррекции  этого расстройства.
М.В. Коркиной  подготовлено  33 кандидата и 3 доктора медицинских наук.

## Организационная деятельность
М.В. Коркину отличало активное участие в научно-организационной  работе: она много лет была членом Фармакологического комитета при Министерстве здравоохранения СССР, членом  экспертного совета ВАК СССР, членом  президиума правления Всесоюзного научного общества невропатологов и психиатров (1975-1988), затем Российского общества психиатров (руководила секцией «Соматогенные и психосоматические расстройства»). В 2000 году была избрана Почетным членом этого общества. Многие годы являлась членом редколлегии и редакционного совета «Журнала неврологии и психиатрии им. С.С.Крсакова» и ряда других журналов, была одним из редакторов раздела психиатрии в Большой медицинской энциклопедии

## Научные труды
Научная, лечебная и преподавательская деятельность М.В. Коркиной нашла  отражение в  более чем 350 публикациях. Наиболее известными из них являются монографии «Дисморфомания в подростковом и юношеском возрасте» (1984), отмеченная премией АМН СССР им. С.С. Корсакова, «Нервная анорексия (в соавт.,1986), удостоенная премии Государственного комитета СССР по народному образованию, «Психические нарушения при рассеянном склерозе»(в соавт.,1988). М.В.Коркина  является также соавтором ряда известных отечественных учебников, пособий и практикумов по психиатрии и медицинской психологии для студентов и врачей, которые были переведены на французский, английский и вьетнамский языки и многократно  переиздавались.

## Награды и звания
М.В. Коркина награждена орденом «Знак  почета», рядом медалей, званием заслуженного деятеля науки РСФСР(1987).